# Flickingeria
Flickingeria is een geslacht van ongeveer tachtig soorten orchideeën uit de onderfamilie Epidendroideae. Het geslacht is in 1961 afgesplitst van Dendrobium.
Het zijn epifytische orchideeën uit tropisch Zuidoost-Azië en Australazië, gekenmerkt door opvallende en complexe maar efemere (eendaagse) bloemen.

## Naamgeving enetymologie
- Synoniem: Desmotrichum Blume (1825), Ephemerantha P.F. Hunt & Summerh. (1961), Abaxianthus M.A. Clem. & D.L. Jones (2002)

De botanische naam Flickingeria is een eerbetoon aan Edward A. Flickinger, een Engelse uitgever van tuinmagazines.

## Kenmerken
Flickingeria-soorten zijn epifytische planten met meervoudig vertakte, langwerpige pseudobulben met op de top enkele lederachtige, ovale tot langwerpige bladeren en een korte bloemstengel met één of twee witte tot geelwitte, opvallende maar efemere (eendaagse) bloemen. De plant geeft echter meerdere malen per jaar bloemen, waardoor de bloei toch zeer uitbundig kan zijn.
De bloemen hebben gelijkende kelk- en kroonbladen, de kroonbladen iets kleiner en smaller. De bloemlip is complex met een korte, holle en drielobbige hypochiel, een langwerpige, gesteelde mesochiel en een tweelobbige epichiel, in dwarsdoorsnede langwerpig tot niervormig, dikwijls geplooid of gevouwen en voorzien een callus met langslopende verhoogde lamellen. Het gynostemium is kort en vlezig, en heeft een duidelijke voet, die gefusioneerd is met de zijdelingse kelkbladen tot een kinvormig mentum. De helmknop draagt vier pollinia in paren van twee.

## Habitaten verspreiding
Flickingeria-soorten groeien op bomen in warme laagland- tot koele montane regenwouden van Zuidoost-Azië en Australazië, voornamelijk in het Himalayagebergte, India, China, Indonesië, de Filipijnen, Australië, Nieuw-Guinea en de eilanden van de Stille Oceaan.

## Taxonomie
Het geslacht telt ongeveer tachtig soorten. De typesoort is Flickingeria angulata.

### Soortenlijst
- Flickingeria abhaycharanii  Phukan & A.A.Mao (2005)
- Flickingeria agamensis  (J.J.Sm.) J.B.Comber (2001)
- Flickingeria albopurpurea  Seidenf. (1980)
- Flickingeria angulata  (Blume) A.D.Hawkes (1965)
- Flickingeria angustifolia  (Blume) A.D.Hawkes (1965)
- Flickingeria appendiculata  (Blume) A.D.Hawkes (1965)
- Flickingeria aureiloba  (J.J.Sm.) J.J.Wood (1982)
- Flickingeria bancana  (J.J.Sm.) A.D.Hawkes (1965)
- Flickingeria bicarinata  (Ames & C.Schweinf.) A.D.Hawkes (1965)
- Flickingeria bicolor  Z.H.Tsi & S.C.Chen (1995)
- Flickingeria bicostata  (J.J.Sm.) A.D.Hawkes (1965)
- Flickingeria calocephala  Z.H.Tsi & S.C.Chen (1995)
- Flickingeria calopogon  (Rchb.f.) A.D.Hawkes (1965)
- Flickingeria candoonensis  (Ames) Fessel & Lückel (1998)
- Flickingeria celebensis  (J.J.Sm.) S.Thomas (2002)
- Flickingeria chrysographata  (Ames) A.D.Hawkes (1965)
- Flickingeria clementsii  D.L.Jones (2004)
- Flickingeria comata  (Blume) A.D.Hawkes (1961)
- Flickingeria compressa  Seidenf. (1980)
- Flickingeria concolor  Z.H.Tsi & S.C.Chen (1995)
- Flickingeria convexa  (Blume) A.D.Hawkes (1965)
- Flickingeria crenicristata  (Ridl.) J.J.Wood (1990)
- Flickingeria dahlemensis  (Schltr.) J.B.Comber (2001)
- Flickingeria denigrata  (J.J.Sm.) J.J.Wood (1990)
- Flickingeria dimorpha  (J.J.Sm.) S.Thomas (2002)
- Flickingeria dura  (J.J.Sm.) A.D.Hawkes (1965)
- Flickingeria eurorum  (Ames) A.D.Hawkes (1965)
- Flickingeria fimbriata  (Blume) A.D.Hawkes (1965)
- Flickingeria flabelliformis  (Schltr.) A.D.Hawkes (1965)
- Flickingeria flabelloides  (J.J.Sm.) J.J.Wood (1990)
- Flickingeria forcipata  (Kraenzl.) A.D.Hawkes (1965)
- Flickingeria fugax  (Rchb.f.) Seidenf. (1980)
- Flickingeria grandiflora  (Blume) A.D.Hawkes (1965)
- Flickingeria guttenbergii  (J.J.Sm.) J.B.Comber (2001)
- Flickingeria hesperis  Seidenf. (1982)
- Flickingeria heterobulba  (Schltr.) S.Thomas (2002)
- Flickingeria homoglossa  (Schltr.) A.D.Hawkes (1965)
- Flickingeria insularis  Seidenf. (1980)
- Flickingeria integrilabia  (J.J.Sm.) A.D.Hawkes (1965)
- Flickingeria interjecta  (Ames) A.D.Hawkes (1965)
- Flickingeria junctiloba  Fessel & Lückel (1998)
- Flickingeria labangensis  (J.J.Sm.) J.J.Wood (1990)
- Flickingeria laciniosa  (Ridl.) A.D.Hawkes (1965)
- Flickingeria lonchigera  (Schltr.) Schuit. & de Vogel (2003)
- Flickingeria luxurians  (J.J.Sm.) A.D.Hawkes (1965)
- Flickingeria macraei  (Lindl.) Seidenf. (1980)
- Flickingeria nativitatis  (Ridl.) J.J.Wood (1982)
- Flickingeria nazaretii  P.O'Byrne & J.J.Verm. (2003)
- Flickingeria nodosa  (Dalzell) Seidenf. (1980)
- Flickingeria pallens  (Kraenzl.) A.D.Hawkes (1965)
- Flickingeria pardalina  (Rchb.f.) Seidenf. (1980)
- Flickingeria parietiformis  (J.J.Sm.) A.D.Hawkes (1965)
- Flickingeria parishii  Seidenf. (1980)
- Flickingeria paucilaciniata  (J.J.Sm.) A.D.Hawkes (1965)
- Flickingeria pemae  (Schltr.) A.D.Hawkes (1965)
- Flickingeria pseudoconvexa  (Ames) A.D.Hawkes (1965)
- Flickingeria puncticulosa  (J.J.Sm.) J.J.Wood (1986)
- Flickingeria purpureostelidia  (Ames) A.D.Hawkes (1965)
- Flickingeria quadriloba  (Rolfe) A.D.Hawkes (1965)
- Flickingeria rhipidoloba  (Schltr.) A.D.Hawkes (1965)
- Flickingeria rhodobalion  (Schltr.) Brieger (1981)
- Flickingeria ritaeana  (King & Pantl.) A.D.Hawkes (1965)
- Flickingeria schinzii  (Rolfe) A.D.Hawkes (1965)
- Flickingeria schistoglossa  (Schltr.) A.D.Hawkes (1965)
- Flickingeria scopa  (Lindl.) Brieger (1981)
- Flickingeria sematoglossa  (Schltr.) J.B.Comber (2001)
- Flickingeria shihfuana  T.P.Lin & Kuo Huang (2005)
- Flickingeria simplicicaulis  (J.J.Sm.) A.D.Hawkes (1965)
- Flickingeria stenoglossa  (Gagnep.) Seidenf. (1980)
- Flickingeria tairukounia  (S.S.Ying) T.P.Lin (1987)
- Flickingeria tetralobata  P.O'Byrne & J.J.Verm. (2005)
- Flickingeria tricarinata  Z.H.Tsi & S.C.Chen (1995)
- Flickingeria trifurcata  (Carr) A.D.Hawkes (1965)
- Flickingeria unibulbis  Seidenf. (1980)
- Flickingeria unicornis  (Ames) A.D.Hawkes (1965)
- Flickingeria usterii  (Schltr.) Brieger (1981)
- Flickingeria vietnamensis  Seidenf. (1992)
- Flickingeria xantholeuca  (Rchb.f.) A.D.Hawkes (1965)